# Клінтон (Айова)
Клінтон (англ. Clinton) — місто (англ. city) в США, в окрузі Клінтон штату Айова. Населення — 24 469 осіб (2020).

## Географія
Клінтон розташований за координатами 41°50′33″ пн. ш. 90°14′40″ зх. д. / 41.84250° пн. ш. 90.24444° зх. д. (41.842539, -90.244583). За даними Бюро перепису населення США в 2010 році місто мало площу 98,45 км², з яких 91,05 км² — суходіл та 7,40 км² — водойми.

## Демографія
Згідно з переписом 2010 року, у місті мешкало 26 885 осіб у 11 246 домогосподарствах у складі 6889 родин. Густота населення становила 273 особи/км². Було 12202 помешкання (124/км²).
Расовий склад населення:
| - 91,0 % — білих - 4,3 % — чорних або афроамериканців - 0,7 % — азіатів - 0,4 % — корінних американців - 1,1 % — осіб інших рас |

До двох чи більше рас належало 2,5 %. Частка іспаномовних становила 3,3 % від усіх жителів.
За віковим діапазоном населення розподілялося таким чином: 23,1 % — особи молодші 18 років, 59,8 % — особи у віці 18—64 років, 17,1 % — особи у віці 65 років та старші. Медіана віку мешканця становила 40,4 року. На 100 осіб жіночої статі у місті припадало 94,0 чоловіків; на 100 жінок у віці від 18 років та старших — 91,2 чоловіків також старших 18 років.
Середній дохід на одне домашнє господарство становив 57 372 долари США (медіана — 41 813), а середній дохід на одну сім'ю — 69 435 доларів (медіана — 55 729). Медіана доходів становила 48 135 доларів для чоловіків та 30 615 доларів для жінок. За межею бідності перебувало 17,3 % осіб, у тому числі 25,2 % дітей у віці до 18 років та 9,2 % осіб у віці 65 років та старших.
Цивільне працевлаштоване населення становило 12 273 особи. Основні галузі зайнятості: освіта, охорона здоров'я та соціальна допомога — 24,6 %, виробництво — 22,1 %, роздрібна торгівля — 14,6 %, мистецтво, розваги та відпочинок — 8,3 %.

## Персоналії
- Еліза Сідмор (1856—1928) — американська письменниця, фотограф і географ, яка стала першою жінкою-членом Національного географічного товариства
- Ліліан Расселл (1860/1861—1922) — американська актриса і співачка.